# فرانكوس رودريغيز (محطة مترو أنفاق مدريد)
فرانكوس رودريغيز (بالإسبانية: Francos Rodríguez)‏ هي محطة مترو أنفاق في مدريد في إسبانيا، تقع على الخط رقم 7.